# Stauffenberg

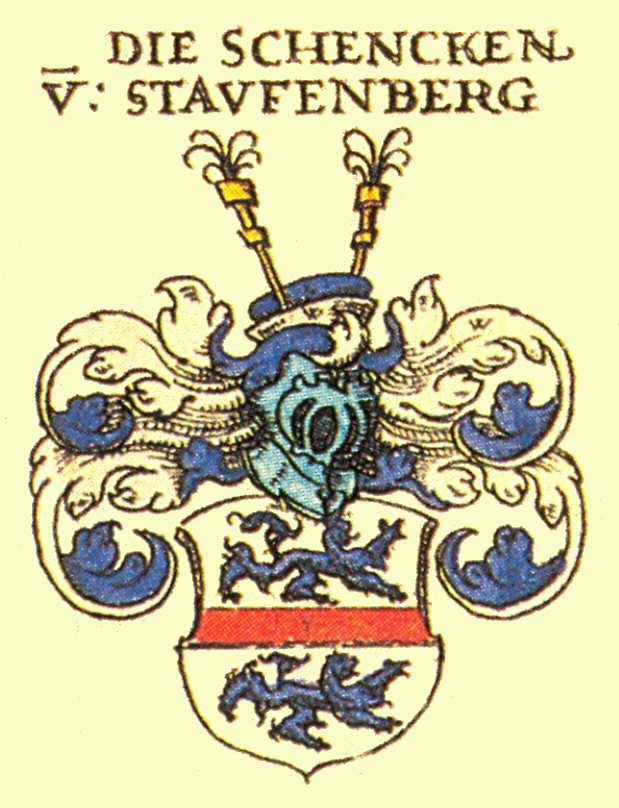
Stemma di famiglia

La famiglia dei conti Schenk von Stauffenberg è una famiglia tedesca di antiche e nobili origini.

## Storia della famiglia

### Nel Medioevo
Prime notizie della famiglia dei von Stauffenberg si hanno già nel 1262, e i suoi primi componenti sono conosciuti come grandi feudatari del ducato di Svevia e possessori del castello di Burg Stauffenberg, non lontano dal castello di Hohenzollern presso Hechingen, mentre i loro terreni si estendevano da Starzel fino a Stein e Rangendingen; inizialmente conosciuti solo come von Stauffenberg, acquisirono lo "Schenk" nel 1317, aggregandosi in questo modo alla lunga serie di feudatari a questo nome, noto specialmente tra i nobili del meridione tedesco: i Schenk von Castell, i Schenk von Erbach (più semplicemente Erbach), gli Schenk von Geyern, i Schenk von Landsberg, Schenk von Limpburg, Schenk von Schmidtburg, Schenk von Schweinsberg, Schenk von Seimau, Schenk von Vargula. Acquisirono poi diritti sull'abbazia di Maria Zell e su Zollenberg. Lo "Schenk", titolo nobiliare, venne conferito agli Stauffenberg dal casato degli Hohenzollern-Hechingen e divennero inoltre Schenk von Zell. Elevati al titolo di Reichsritter nel 1692, accettarono il titolo baronale nel 1785 e quello comitale nel 1874.
Inoltre dal casato principale si staccò una branca, detta di Amerdinger, avuta dal matrimonio di Hans Schenk von Stauffenberg con Barbara von Westernach (sorella di Johann Eustach von Westernach), che portava in dote la signoria di Amerdinger, che a sua volta sarebbe stata elevata al titolo comitale da re Ludovico II di Baviera. 
Altri possedimenti che gli Stauffenberg vantavano, compresi nel territorio tra Svevia e Baviera, era quelli di Jettingen, Wilflingen, Lautlingen, Geislingen, Rißtissen e il castello di Greifenstein. 

### Il ruolo dei fratelli Stauffenberg nella resistenza
Particolarmente importante e la vicenda dei fratelli Claus e Berthold Schenk von Stauffenberg, che furono tra i capi del movimento di resistenza tedesco contro Hitler e fu proprio Claus Schenk von Stauffenberg a piazzare la bomba nel quartier generale di Hitler; entrambi furono giustiziati dai nazisti; inoltre altri personaggi che si imparentarono con la famiglia Stauffenberg, furono: Nikolaus von Uexküll-Gyllenbad, che partecipò con il nipote Claus al colpo di stato contro Hitler, Nina Schenk von Stauffenberg, nata von Lerchenfeld, moglie di Claus, Caesar von Hofacker, cugino dal lato paterno di Claus e Berthold ed eroe della resistenza tedesca, il generale Willibald Freiherr von Langermann und Erlecamp; inoltre gli Stauffenberg erano parenti del generale von Gneisau; alcuni membri della famiglia Stauffenberg, sono attualmente vivi.

## Membri insigni della famiglia Stauffenberg
- Albert III von Stauffenberg (?-1421), vescovo di Ratisbona;
- Marquard Sebastian Schenk von Stauffenberg (1644-1693), vescovo di Bamberga;
- Johann Franz Schenk von Stauffenberg (1658-1740), vescovo di Augusta e Costanza;
- Franz Ludwig Philip Schenk von Stauffenberg (1801-1881), politico del regno del Württemberg;
- Franz August Schenk von Stauffenberg (1834-1901), politico;
- Alfred Schenk von Stauffenberg (1860-1936), sposò la contessa Caroline von Uexküll-Gyllenbad, sorella del conte Nikolaus von Uexküll-Gyllenbad;
- Franz Schenk von Stauffenberg (1878-1950), diplomatico;
- Alexander Schenk von Stauffenberg (1905-1964), fratello maggiore di Claus e Berthold Schenk von Stauffenberg, storico tedesco;
- Berthold Schenk von Stauffenberg (1905-1944), fratello di Claus; partecipò anch'egli all'attentato a Hitler del 20 luglio 1944;
- Claus Schenk von Stauffenberg (1907-1944), colonnello tedesco della Wehrmacht; fu uno degli organizzatori dell'attentato a Hitler del 20 luglio 1944 e venne giustiziato;
- Berthold Maria Schenk Graf von Stauffenberg (1934-), figlio di Claus, ex-ufficiale della Bundeswehr;
- Kostanze Schenk von Stauffenberg (1945-), sposata von Schultheiss-Rechberg.